# Rabodanges
Rabodanges település Franciaországban, Orne megyében. Lakosainak száma 179 fő (2018. január 1.). Rabodanges Bazoches-au-Houlme, Ménil-Hermei, Les Rotours és Saint-Aubert-sur-Orne községekkel határos.

## Népesség
A település népességének változása:
| Lakosok száma | 250  | 217  | 170  | 168  | 149  | 157  | 144  | 166  | 181  | 179  |
|               | 1962 | 1968 | 1975 | 1982 | 1990 | 2008 | 2013 | 2015 | 2017 | 2018 |